# Parque nacional Tunari
El Parque nacional Tunari es un área protegida de Bolivia, ubicado en el oeste del departamento de Cochabamba. Abarca las provincias de Ayopaya, Cercado, Quillacollo, Chapare y Tapacarí. Los municipios involucrados son: Morochata, Cochabamba, Quillacollo, Sipe Sipe, Tiquipaya, Vinto, Colcapirhua, Sacaba, Colomi, Villa Tunari y Tapacarí.

## Historia
El 30 de marzo de 1962, mediante el Decreto Supremo 6045 del gobierno de Víctor Paz Estenssoro, fue declarado parque nacional la zona situada al norte de la ciudad de Cochabamba, debido a las inundaciones anuales sufridas en los municipios cercanos durante la temporada de lluvias a raíz de la erosión y desforestación en la Cordillera del Tunari. El decreto supremo fue elevado a Ley 253 el 4 de noviembre de 1963. Mediante el Decreto Supremo 15872 del 6 de agosto de 1978, durante el gobierno de Juan Pereda Asbún, los terrenos del Parque Nacional Tunari fueron transferidos al Centro de Desarrollo Forestal (CDF), que recibió fondos anuales del Ministerio de Finanzas para su mantenimiento y ejecución de trabajos requeridos.
Posteriormente, sus límites se ampliaron mediante la Ley 1262 del 13 de octubre de 1991, durante el gobierno de Jaime Paz Zamora, pasando a tener una superficie de aproximadamente 309.091 ha (3.090 km²).

## Clima
El clima es templado (mesotérmico) en las laderas con temperaturas promedio de 12 °C, una máxima de 22 °C y una mínima de -5 °C, con niveles de precipitación anual inferiores a los 600 mm, típicos de la región de Valles Secos Interandinos. En la zona montañosa, el clima es frígido y húmedo con una temperatura promedio de 6.5 °C, con precipitación anual promedio de 1.200 mm.

## Altitud
El rango altitudinal oscila entre los 2.200 y 5.035 m s. n. m. (pico Tunari). El parque ocupa la región de valles secos mesotérmicos y el Cerro Tunari, comprendiendo un ecosistema con diversidad de zonas de vida. La región presenta las características propias de zonas cordilleranas y valles interandinos, con un sistema de cuencas que abastecen de agua a las tierras agrícolas y a la ciudad de Cochabamba.

## Hidrografía
El agua fluye por las cuencas y microcuencas de la Cordillera formando dos vertientes principales: la vertiente norte cuyas aguas aportan a dos sistemas hidrográficos de la gran cuenca del río Amazonas que son los ríos Beni al noroeste y el río Mamoré al noreste a través del río Chapare; y la vertiente sur conformada por las microcuencas de la ladera sur del parque, que aportan sus aguas a la cuenca del río Rocha y a los depósitos subterráneos de los valles por infiltración.

## Flora
Corresponde a las subregiones biogeográficas Altoandina y de Puna y de Valles Secos Interandinos.
En el conjunto de la Cordillera del Tunari se presentan dos zonas fitogeográficas: 
- La región de las laderas que corresponde a los valles y las montañas semiáridas de la cadena montañosa. La vegetación de la primera zona se caracteriza por un estrato arbóreo xerofítico, con las siguientes especies: el molle (Schinus molle), Chirimolle (Fagara coco), el algarrobo (Prosopis juliflora), el Lloke (Kageneckia lanceolata), la Chacotea (Dodonaea viscosa) el k’inhi (Acacia macracantha), el aliso (Alnus acuminata), la kishuara (Buddleja hypoleuca) y la thola (Baccharis dracunculifolia).
- La región de montaña comprende tierras del piso Altoandino Semihúmedo, caracterizado por pajonales de ladera y cinturones de árboles y arbustos en las áreas más bajas. Las especies más representativas son la kewiña (Polylepis besseri) y la kishuara de puna (Buddleja coriacea). Entre los bosquecillos de kewiña, destaca la subespecie (Polylepsis besseri subtusalbida), exclusiva de la Cordillera del Tunari.

No obstante, a la fecha no se cuenta con algunos estudios biológicos de gran parte del parque. A pesar de ello, para tener una visión más objetiva de la flora, es necesario aún realizar un inventario más preciso de la vegetación que existe en el parque nacional Tunari.
Por otra parte, en la ladera Sur del Área existen bosques implantados de pinos y eucaliptos, trabajo de forestación realizado tanto para estabilizar las pendientes y zonas de torrenteras, como para mantener el equilibrio ambiental de los valles. donde todo es tranquilo

## Fauna

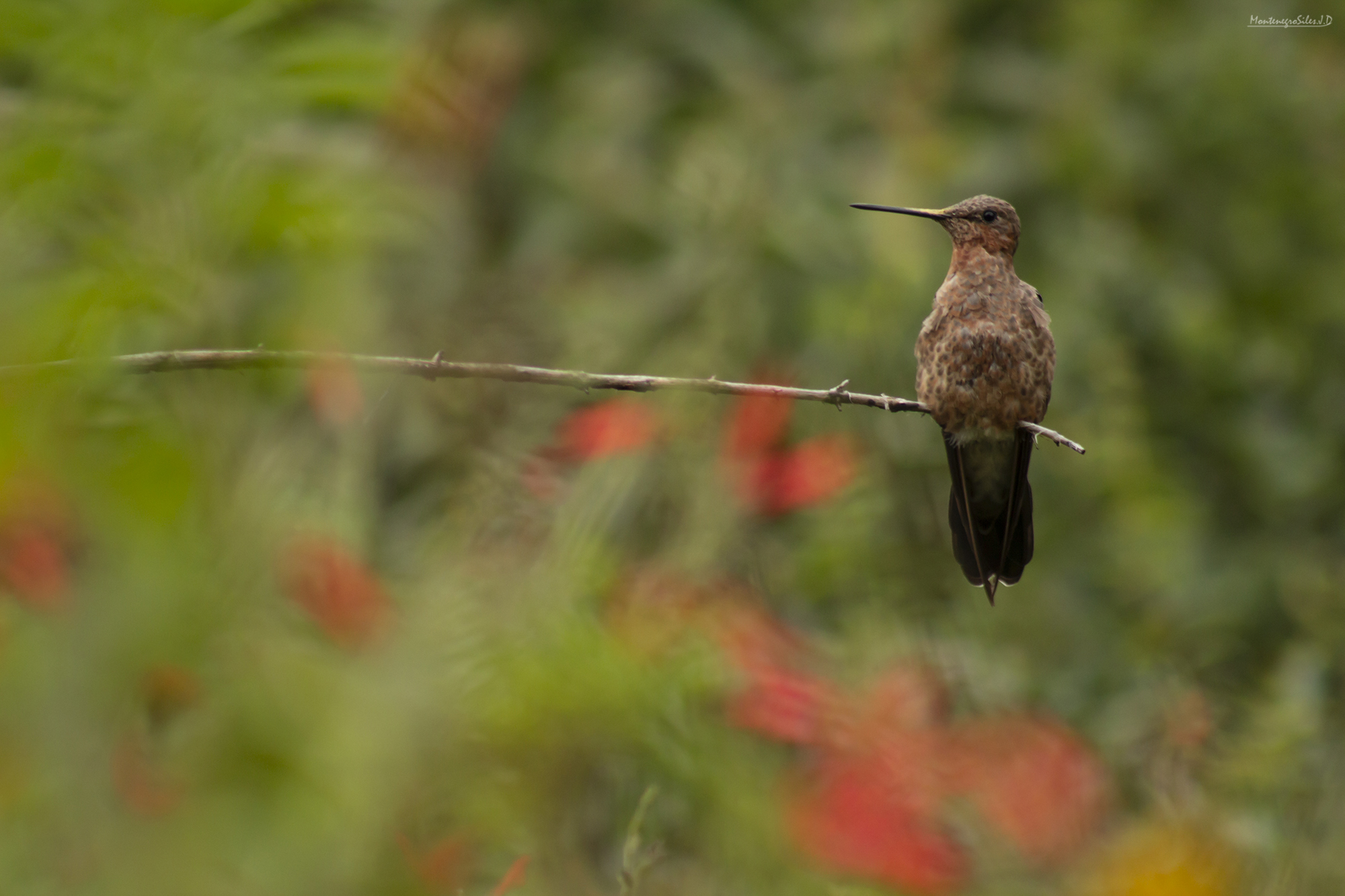
Patagona Gigas avistado en el Parque Tunari.

Se hallan registradas 31 especies de mamíferos, 163 especies de aves, 11 especies de reptiles y 7 de anfibios. En los bosques de kewiña (Polylepis spp.) del área se registraron cuatro aves endémicas: Oreotrochilus adela, Aglaeactis pamela, Asthenes heterura y Compsospiza garleppi. Esta última especie se halla en peligro de extinción. También habitan las especies Sicalis luteocephala, Saltator rufiventris, Oreomanes fraseri, Diglossa carbonaria, que son vulnerables, y Leptastenura yanacensis que tiene una alta prioridad para la investigación y conservación.
Tampoco existen estudios a profundidad sobre la fauna del parque.[cita requerida] No obstante además de especies endémicas de aves o mamíferos en peligro como el oso de anteojos (Tremarctos ornatus), es probable que existan otras especies endémicas o con poblaciones importantes en este territorio.

## Turismo

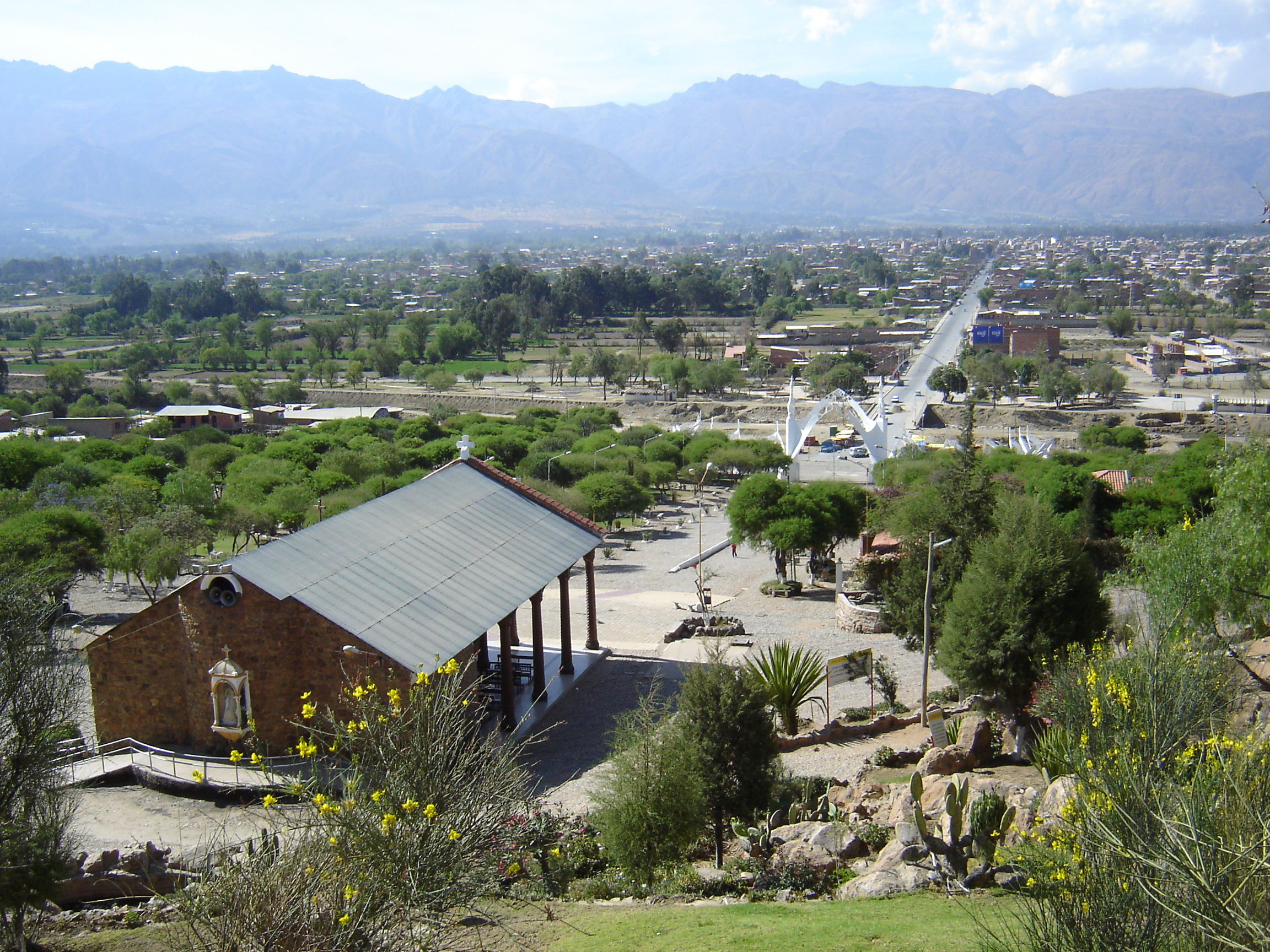
Vista del valle de Quillacollo y de la Cordillera del Tunari, desde el Calvario de la Virgen María de Urqupiña.

Se explotan tres áreas turísticas, de gran importancia para la población local principalmente, estas son:
· El área recreacional que existe en el km 10 de la masa boscosa ubicada la norte de la ciudad de Cochabamba, cuyo acceso se la realiza a partir de la oficina central del mismo. Esta área cuenta además con tres cabañas, cerca de 10 km de senderos ecológicos y dos cascadas, además del atractivo que representan los bosques de pino, eucalipto y principalmente de Kehuiña.
· Las cabañas de Cruzan, ubicadas a 15 km de la ciudad de Cochabamba en el municipio de Tiquipaya, cuenta con 3 senderos ecológicos cada uno con características particulares y un paseo a través de los sistemas agrícolas ancestrales de la comunidad.
· Las aguas termales de Liriuni, ubicadas a 20 km de la ciudad de Cochabamba en el municipio de Quillacollo. Se pueden ir a través de dos carreteras; la primera es hacia Quillacollo por la carretera principal, la segundad y última es hacia Tiquipaya desde el cruce Taquiña.
Población en el área y su Zona de amortiguación externa
Existen aproximadamente 100 comunidades campesinas, tanto aymaras y quechuas organizadas en subcentrales y sindicatos, contando con una población total de alrededor de 80.000 habitantes.

## Arqueología
Dentro del parque se encuentran zonas de yacimientos arqueológicos como Incarracay en la comunidad Linku del municipio de Sipe Sipe. Este sitio junto a otros han sido declaradas en 2006 como Monumento Arqueológico Nacional por Ley Nº 3479 de 22 de septiembre del 2006. Luego en 2012, Incarraqay fue declarado Patrimonio Histórico y Cultural del Estado Plurinacional de Bolivia mediante la Ley Nº 295.

## Demografía
La población actual en el parque nacional Tunari asciende a unas 100.000 personas de las cuales cerca de un 80% corresponde a gente que viven en las comunidades campesinas, el restante 20% corresponde a los habitantes de los asentamientos No regularizados ubicados en el límite sur del P.N. Tunari (cota 2750).
Las comunidades campesinas desarrollan sus actividades en torno a sus centros poblados, las comunidades, por lo que gran parte del área del P.N. Tunari se encuentra deshabitada.
La población es de origen Quechua y Aimara en las tierras altas y campesino mestizo y migrantes de los centros mineros y urbanos de las ciudades de Oruro, Potosí y principalmente La Paz en la zona sur del parque (cota 2750). Para entender el efecto de los asentamientos de estos migrantes, es necesario mencionar los diversos tipos o formas de tenencia de la tierra que se presentan en el área, especialmente las adquiridas por las comunidades campesinas a partir de la Reforma Agraria (Propiedad Comunitaria Rústica y Pequeña Propiedad Rural), cuyos propietarios se dedican a la agricultura, pastoreo y/o funciones comunales.

### Loteamientos
El límite sur del parque (cota 2750), es el que actualmente tiene mayor importancia de manejo en cuanto a la zona de amortiguamiento, puesto que existen 73 asentamientos humanos no regularizados, estos asentamientos se incrementan debido a la falta de información y a que el límite de la cota no es un límite fisiográfico claramente demarcado. La presión más fuerte sobre el parque proviene del proceso de crecimiento de la ciudad de Cochabamba que deviene en el asentamiento de núcleos poblacionales en áreas de importancia ambiental como son las zonas de recarga de acuíferos. Vecinos de barrios aledaños al parque denunciaron en la subalcaldía Tunari del municipio de Cochabamba sobre intentos de loteamiento del parque Tunari.
En el parque hay la constante presión inmobiliaria que existe para urbanizar las torrenteras, franjas de seguridad y hasta acuíferos. Estos asentamientos ilegales han causado desastres de magnitud en Tiquipaya en 2018 y 2020.
En el 2021 el jefe de protección del parque nacional Tunari, Alberto Terrazas, fue despedido por el director ejecutivo del SERNAP sin detalles sobre la razón del despido. Esta situación fue objeto de crítica por parte de grupos como voluntarios Tunari sin Fuego, debido a la trayectoria de Terrazas cuidando el parque nacional y denunciando los avasallamientos.

## Principales estrategias de vida
En el parque las principales estrategias de vida de las comunidades campesinas está alrededor del cultivo de la tierra, a través de la producción de papa, trigo, quinua, cebada, habas, arbejas principalmente y uno que otro cereal, por otro lado el pastoreo es principalmente de ovejas.
En las comunidades cercanas a las grandes ciudades como son las de Cochabamba, Sacaba y Tiquipaya, una gran parte de la población de estas comunidades se dedica a trabajos de construcción, de choferes de taxis o micros y las mujeres se dedican a la venta de flores y verduras.

## Administración y recursos
La administración del Área se realiza por la Gobernación del Departamento de Cochabamba. En la actualidad, se está procediendo a institucionalizar la gestión del PN Tunari, lo que comprende la elaboración de normas, preparación de Plan de Manejo y selección del director de AP y del equipo técnico.
Está conformado por representantes de las comunidades campesinas del Parque y de instituciones ciudadanas regionales, municipales y estatales. No cuenta con un Plan de Manejo.
El parque nacional Tunari es un área con alto valor acuífero, florístico, faunístico y ecológico de especies de la zona de valles y puna de Bolivia. El número de especies vegetales aunque no grande en número pero si significativo para la conservación en estos ecosistemas tan deteriorados y fragmentados. El AP comprende una zona que no está protegida en ninguna de las otras áreas protegidas de Bolivia.
Aunque todavía falta información sobre la biodiversidad del parque, se tienen registradas varias especies endémicas o amenazadas que son de importancia para la investigación y la conservación.
Los recursos hídricos y las zonas de infiltración de acuíferos del parque permiten la generación de condiciones de vida para los habitantes del Área y de sus inmediaciones. Ello al complementarse con las masas vegetales existentes equilibra el clima y el medio ambiente del sistema de valles central y bajo de la región.
También se debe recalcar que en el parque las comunidades campesinas preservan sus usos, costumbres y servidumbres en el manejo de sus territorios comunales, contando los comunarios con capacidades, conocimiento tecnológico y bases culturales para la protección de su entorno natural. Esta estrategia de vida ha permitido la conservación de germoplasmas nativos, particularmente de tubérculos y cereales, además de la adaptación de otras especies cultivadas para el consumo humano.

## Accesibilidad
Por su cercanía a la ciudad de Cochabamba, el PN Tunari tiene un potencial interesante para desarrollar actividades de ecoturismo y educación ambiental.
El área es de fácil acceso por el sector sur, pues su límite es próximo a la carretera La Paz – Cochabamba – Santa Cruz.

## Paisaje

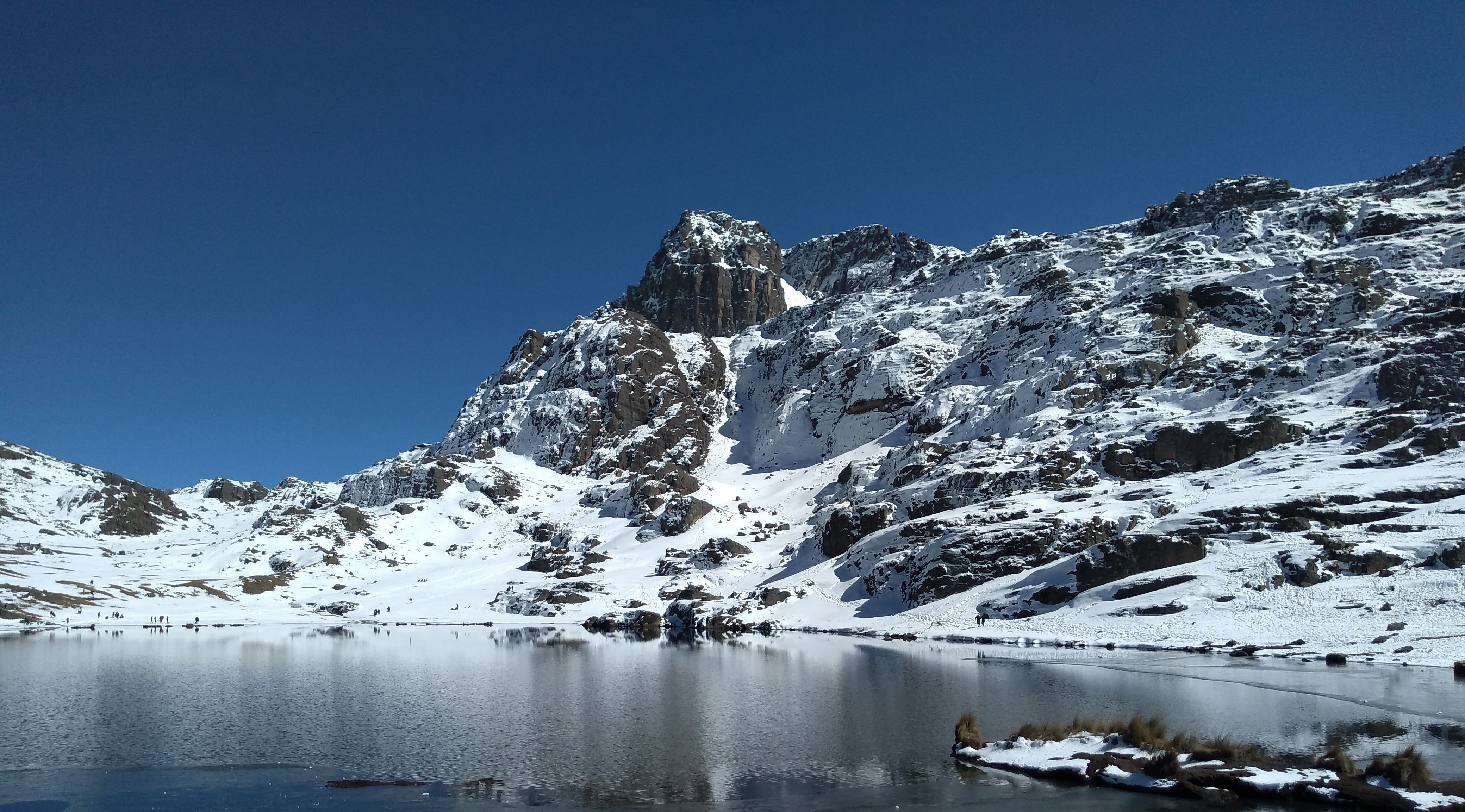
Laguna El Toro
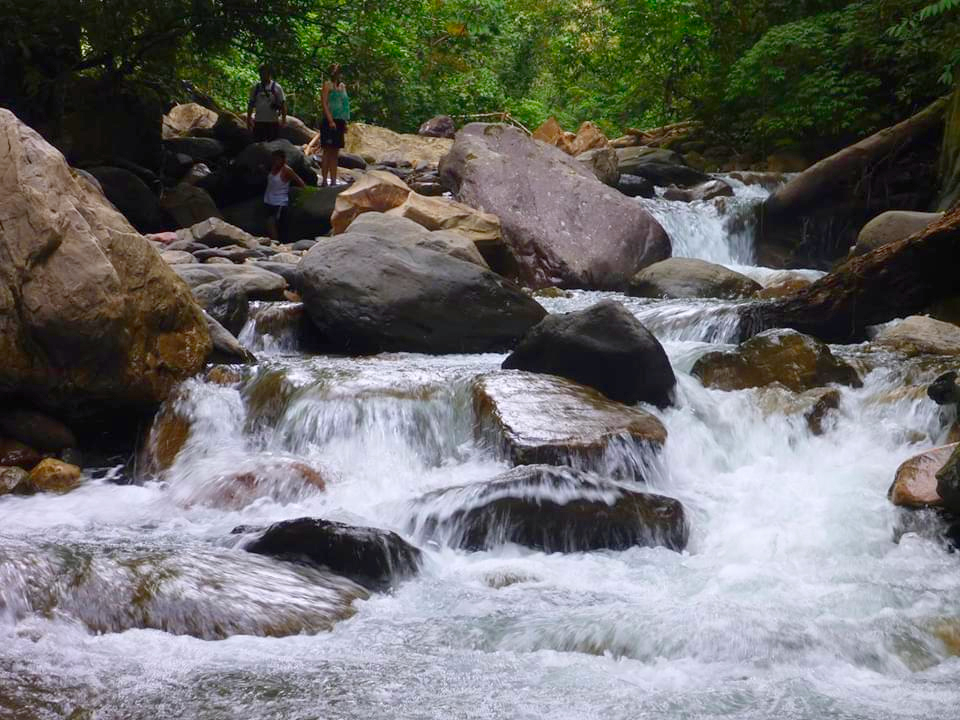
Río Villa Tunari
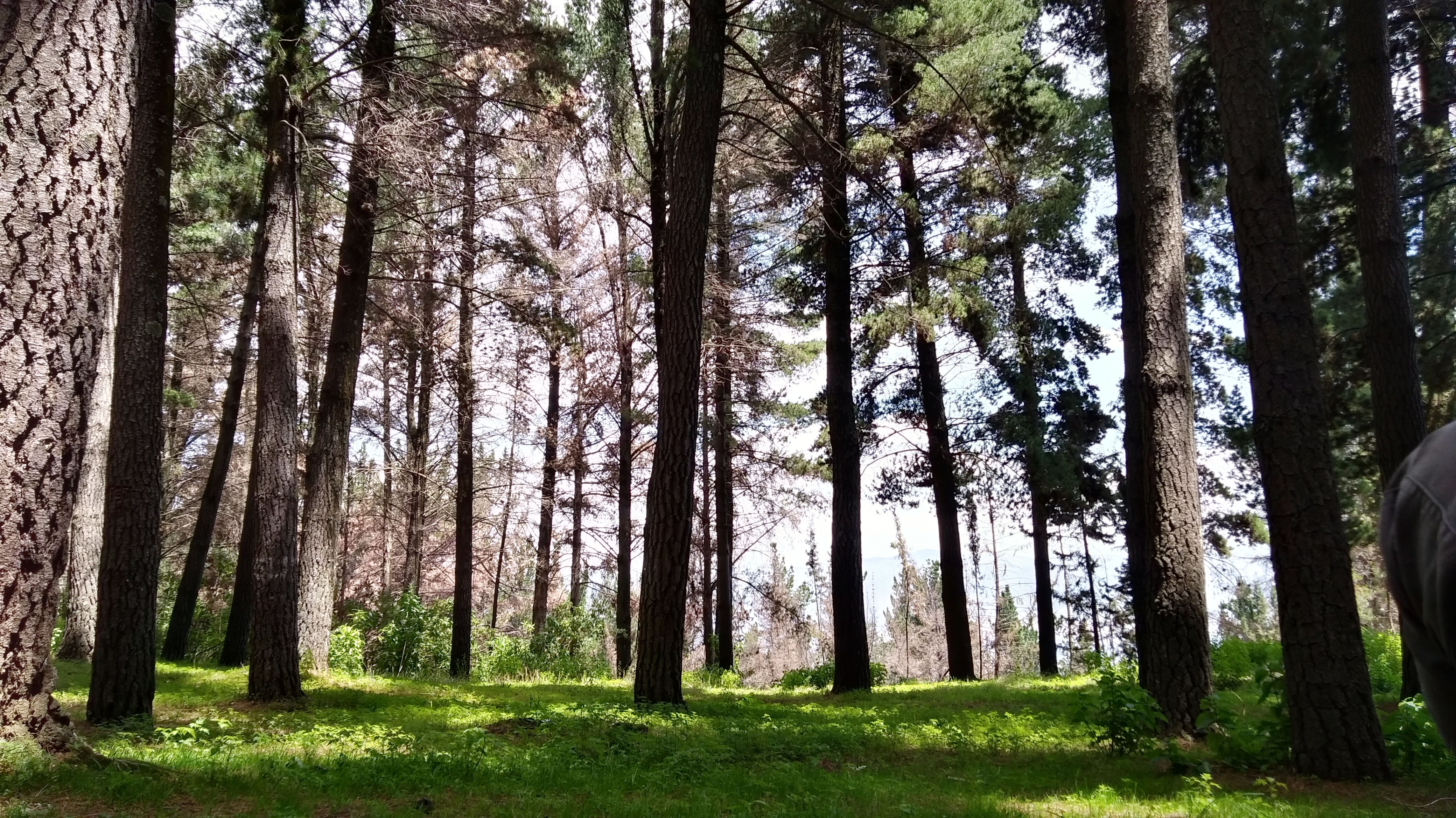
Árboles en el parque
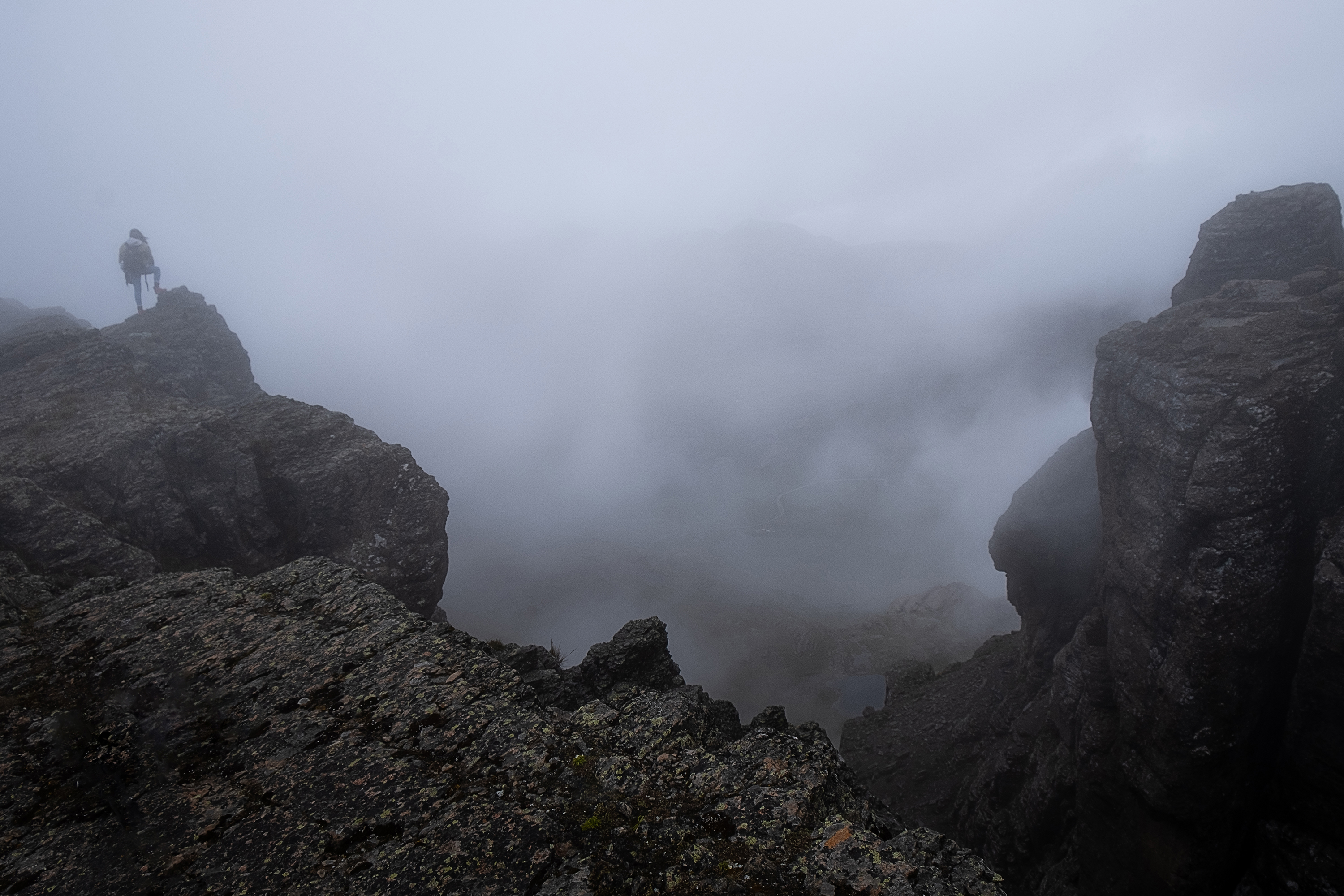
Parque nacional Tunari